# Его девушка Пятница
«Его девушка Пятница» (англ. His Girl Friday) — бурлескная комедия (comedy of remarriage) режиссёра Говарда Хоукса, поставленная в 1940 году. Вольная экранизация пьесы Бена Хекта и Чарлза Макартура (в оригинале главные герои — мужчины). Первая экранизация пьесы была снята Майлстоуном в 1931 году («Первая полоса»). Более поздние версии — «Первая полоса» (1974) и «Переключая каналы» (1987).

## Сюжет
Уолтер Бернс (Кэри Грант) — главный редактор газеты The Morning Post, Хильди Джонсон (Розалинд Расселл) — его бывшая жена и лучший репортёр. Она приходит сообщить Уолтеру, что выходит замуж и покидает газету. Циник, по-прежнему влюблённый в Хильди, он не хочет терять лучшего сотрудника, поэтому даёт ей последнее задание — взять интервью у приговорённого к смерти Эрла Уильямса (Джон Куолен). Это будет её лучший репортаж, вершина карьеры.

## В ролях
| Актёр            | Роль                         |
| ---------------- | ---------------------------- |
| Кэри Грант       | Уолтер Бернс                 |
| Розалинд Расселл | Хильдегард (Хильди) Джонсон  |
| Ральф Беллами    | Брюс Болдуин                 |
| Джин Локхарт     | шериф Питер (Пинки) Хартвелл |
| Портер Холл      | Мёрфи                        |
| Кларенс Колб     | мэр                          |
| Фрэнк Дженкс     | Уилсон                       |
| Эбнер Биберман   | Луи                          |
| Фрэнк Орт        | Даффи                        |
| Джон Куолен      | Эрл Уильямс                  |
| Хелен Мак        | Молли Маллой                 |
| Эрл Двайр        | Пит Дэвис                    |
| Альма Крюгер     | миссис Болдуин               |
| Ирвинг Бейкон    | Гас (в титрах не указан)     |

## Признание
Фильм Хоукса в 1993 году был занесён в реестр наиболее значительных американских фильмов. Он считается эталоном эксцентрической комедии из-за калейдоскопической быстроты сюжетных перипетий и молниеносности, с какой произносятся иногда перехлёстывающиеся диалоги. Это самая любимая кинокомедия Квентина Тарантино. Отдельные моменты спародированы братьями Коэнами в «Подручном Хадсакера» (1995). В фильме 2004 года «Наша музыка» Жан-Люк Годар использует этот фильм, объясняя с его помощью основы кинопроизводства.